# Håkulla
Håkulla är en bebyggelse i Onsala socken i Kungsbacka kommun, Hallands län. Den klassades som småort mellan 1990 och 2023 för att 2023 avgränsas som en del av tätorten Buerås.